# Jan-Åke Carlberg
Jan-Åke Thomas Carlberg (* 21. Dezember 1957 in Lidingö) ist ein ehemaliger schwedischer Eisschnellläufer.

## Werdegang
Carlberg, der für den IFK Lidingö startete, wurde viermal schwedischer Meister im Sprint-Mehrkampf (1980–1982, 1984) und erreichte bei schwedischen Meisterschaften jeweils einmal den zweiten sowie dritten Platz. International trat er erstmals in der Saison 1977/78 in Erscheinung und kam dabei bei der Sprintweltmeisterschaft 1978 in Lake Placid auf den 18. Platz. Im Jahr 1979 belegte er bei der Sprintweltmeisterschaft in Inzell den 22. Platz und in der Saison 1979/80 bei den Olympischen Winterspielen 1980 in Lake Placid den 16. Platz über 1000 m sowie den zehnten Rang über 500 m und bei der Sprintweltmeisterschaft 1980 in West Allis den 28. Platz. In den folgenden Jahren lief er bei der Sprintweltmeisterschaft 1982 in Alkmaar auf den fünften Platz und bei der Sprintweltmeisterschaft 1984 in Trondheim auf den 23. Rang. Zudem siegte er im Jahr 1981 bei einem internationalen Wettbewerb in Inzell im Sprint-Mehrkampf und nahm an der Sprintweltmeisterschaft 1981 in Grenoble teil, wobei er aber disqualifiziert wurde. Bei den Olympischen Winterspielen 1984 in Sarajevo belegte er den 34. Platz über 500 m und den 29. Rang über 1000 m.

## Erfolge

### Olympische Spiele
- 1980 Lake Placid: 10. Platz 500 m, 16. Platz 1000 m
- 1984 Sarajevo: 29. Platz 1000 m, 34. Platz 500 m

### Sprint-Weltmeisterschaften
- 1978 Lake Placid: 18. Platz Sprint-Mehrkampf
- 1979 Inzell: 22. Platz Sprint-Mehrkampf
- 1980 West Allis: 28. Platz Sprint-Mehrkampf
- 1982 Alkmaar: 5. Platz Sprint-Mehrkampf
- 1984 Trondheim: 23. Platz Sprint-Mehrkampf

## Persönliche Bestleistungen
| Disziplin | Zeit         | Datum            | Ort       |
| --------- | ------------ | ---------------- | --------- |
| 500 m     | 37,97 s      | 21. Februar 1982 | Inzell    |
| 1000 m    | 1:16,77 min  | 25. Januar 1979  | Davos     |
| 1500 m    | 1:59,15 min  | 19. Januar 1980  | Davos     |
| 3000 m    | 4:18,76 min  | 26. Februar 1981 | Inzell    |
| 5000 m    | 7:45,20 min  | 17. Januar 1984  | Stockholm |
| 10.000 m  | 16:43,93 min | 27. Februar 1982 | Karlstad  |